# Thorne Smith

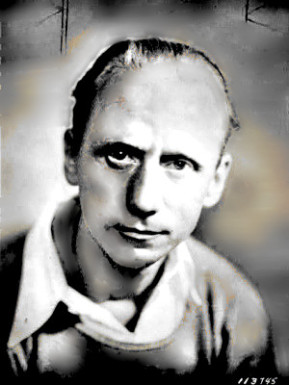
Thorne Smith, Mitte der 1920er Jahre

James Thorne Smith Jr. (* 27. März 1892 in Annapolis, Maryland; † 21. Juni 1934 in Sarasota, Florida) war ein US-amerikanischer Schriftsteller und Drehbuchautor.

## Leben
Thorne Smith war der Sohn des Commodore James Thorne Smith Sr. Nach dem Schulbesuch an der St. Luke’s High School in Wayne (Pennsylvania) studierte Smith an der Locust Dale Academy (Virginia) und beendete sein Studium am Dartmouth College in Hanover (New Hampshire).
Während des Ersten Weltkrieges diente Smith in der US-Marine. Nach Kriegsende heiratete er Celia Sullivan. Mit ihr hatte er zwei Töchter: Marion und June. Ab 1933 wirkte er in Hollywood als Drehbuchautor für Metro-Goldwyn-Mayer. Hierbei benutzte er oft auch die Pseudonyme Norman Matson und John D. MacDonald.
Im Alter von knapp 42 Jahren starb Thorne Smith an einem Herzinfarkt.

## Rezeption
Thorne Smith wurde vor allem während der Prohibitionszeit mit zahlreichen humorvollen phantastischen Romanen bekannt, in denen er das spießige und puritanische Leben des gutbürgerlichen Amerikas aufs Korn nahm. In Deutschland wurden seine Werke erstmals in den achtziger Jahren im Rahmen der Buchreihe Bibliothek der phantastischen Abenteuer des Fischer Verlags veröffentlicht.

## Werke (Auswahl)
Erzählungen
- Horse in Bed. In: Lily Golden (Hrsg.): The literary horse. Great modern stories about horses. Atlantic Monthly Press, New York 1995.

Topper-Zyklus
- Topper. Modern Library, New York 1999, ISBN 0-375-75305-2 (Nachdr. d. Ausg. New York 1926). 
  - Topper. Übersetzt von Werner Waldhoff. Fischer-Taschenbuchverlag, Frankfurt/M. 1986, ISBN 3-596-22714-3.
- Topper. An improbable adventure. McBride Publ., New York 1926.
- Topper Takes a Trip. Pocket Books, New York 1945 (EA New York 1932).  
  - Topper geht auf Reisen. Übersetzt von Werner Waldhoff. Fischer-Taschenbuchverlag, Frankfurt/M. 1986, ISBN 3-596-22715-1.

weitere Romane
- Biltmore Oswald. The diary of a hapless recruit. Stokes, New York 1918.[1]
- Out O’Luck. Biltmore Oswald very much at sea. Stokes, New York 1919.[1]
- Dream's End. McBride Publ., New York 1927.
- The Stray Lamb. Sun Dial Press, Garden City 1942 (EA New York 1929). 
  - Das verwirrte Lamm. Fischer-Taschenbuchverlag, Frankfurt/M. 1988, ISBN 3-596-22740-2.
- Did She Fall? Methuen, London 1956 (Nachdr. d. Ausg. New York 1930).
- Lazy Bear Lane. Doubleday Doran, New York 1931.
- The Night Life of the Gods. Pocket Books, New York 1947 (Nachdr. d. Ausg. New York 1931). 
  - Das Nachtleben der Götter. Fischer-Taschenbuchverlag, Frankfurt/M. 1986, ISBN 3-596-22710-0.
- Turnabout. Sun Dial Press, Garden City 1931. 
  - Das verzauberte Paar. Übersetzt von Gottfried Beutel. KG, Stuttgarter Verlag, Stuttgart um 1950.
  - Verkehrte Welt. Übersetzt von Werner Waldhoff. Fischer-Taschenbuchverlag, Frankfurt/M. 1987, ISBN 3-596-22732-1.
- The Bishop's Jaegers. Doubleday Doran, New York 1932.
- Rain in the Doorway. Doubleday Doran, New York 1933.
- Skin and Bones. Sun Dial Press, New York 1933.
- The Glorious Pool. Sun Dial Press, Garden City 1934.  
  - Der Jungbrunnen. Übersetzt von Werner Waldhoff. Fischer-Taschenbuchverlag, Frankfurt/M. 1987, ISBN 3-596-22729-1.
- The Passionate Witch. Methuen, London 1955 (Nachdr. d. Ausg. Garden City 1941). 
  - Meine Frau, die Hexe. Fischer-Taschenbuchverlag, Frankfurt/M. 1989, ISBN 3-596-22751-8.[2]
- Bats in the belfry. Doubleday Doran, New York 1943.[3]

Sammelbände
- The Thorne Smith Triplets. Includes „Topper Takes A Trip“, „The Night Life Of The Gods“ and „The Bishop's Jaegers“. Doubleday, New York 1938.
- The Thorne-Smith 3-bagger. Includes „Skin and Bones“, „The glorious pool“ and „Topper“. Sun Dial Press, New York 1945.

## Adaptionen

### Verfilmungen
Smiths bekanntestes Werk Topper (1926) wurde zehn Jahre nach Erscheinen mit Cary Grant verfilmt, auf dessen Erfolg noch zwei Fortsetzungen und eine Fernsehserie folgten.
Weitere Verfilmungen:
- Lowell Sherman (Regie): The Night Life Of The Gods (1935)
- Norman Z. McLeod (Regie): Topper – Das blonde Gespenst (1937) 
  - Lew Landers u. a. (Regie): Topper, TV-Serie 1953-'57 (76 Episoden).
  - Charles S. Dubin (Regie): Topper (1979)
- Norman Z. McLeod (Regie): Topper geht auf Reisen (1938)
- Hal Roach (Regie): Die Dame ist der Gatte (1940)
  - Alex March (Regie): Turnabout, TV-Serie 1979 (6 Episoden)
- Roy Del Ruth (Regie): Ich suche meinen Mörder (1941)
- Meine Frau, die Hexe (1942)

### Hörspiele
- Stanley J. Wolf (Prod.): The Adventures Of Topper, US-Radiohörspielserie 1945 (15 Episoden)
- Balthasar von Weymarn (Regie): Das Nachtleben der Götter (2021), als Doppel-CD veröffentlicht